# Arielulus
Arielulus é um gênero de morcegos da família Vespertilionidae. Nominado inicialmente como subgênero do Pipistrellus por Hill e Harrison (1987), foi transferido ao gênero Eptesicus por Heller e Volleth (1984), e subseqüentemente reconhecido como uma gênero distinto por Csorba e Lee (1999).

## Espécies
- Arielulus circumdatus Temminck, 1840
- Arielulus cuprosus (Francis e Hill, 1984)
- Arielulus societatis (Hill, 1972)